# Maximilian Philipp
Maximilian Marcus Philipp (Berlín, 1 de marzo de 1994) es un futbolista alemán que juega en la demarcación de delantero para el S. C. Friburgo de la 1. Bundesliga.

## Trayectoria
Empezó a formarse como futbolista en las filas juveniles del Hertha BSC, Tennis Borussia Berlin, Energie Cottbus y para el SC Freiburg, hasta que finalmente en 2012 volvió a la disciplina del Energie Cottbus para jugar en el equipo reserva. Después de una temporada y jugar solo tres partidos de liga, en 2013 volvió al SC Friburgo, al equipo reserva, donde empezó a tener más protagonismo. Al acabar la temporada 2013-14 subió al primer equipo, dirigido por Christian Streich. Jugó en el equipo un total de tres temporadas, acumulando 81 partidos de liga y siete de copa. En junio de 2017 fue traspasado al Borussia Dortmund tras firmar un contrato hasta 2022, por un total de 20 millones de euros. En agosto de 2019 abandonó el conjunto de Dortmund y fichó por el F. C. Dinamo Moscú, que en octubre de 2020 lo cedió al VfL Wolfsburgo. Se acabó quedando en este al término de la cesión hasta que en enero de 2023 fue prestado al Werder Bremen. En agosto de ese mismo año acumuló otra cesión que le permitió regresar al S. C. Friburgo.

## Clubes
| Club                   | País     | Año       | Partidos | Goles |
| ---------------------- | -------- | --------- | -------- | ----- |
| Energie Cottbus II     | Alemania | 2011-2012 | 3        | 0     |
| S. C. Friburgo II      | Alemania | 2013-2014 | 31       | 12    |
| S. C. Friburgo         | Alemania | 2014-2017 | 88       | 18    |
| Borussia Dortmund      | Alemania | 2017-2019 | 51       | 11    |
| F. C. Dinamo Moscú     | Rusia    | 2019-2020 | 29       | 9     |
| VfL Wolfsburgo         | Alemania | 2020-2023 | 54       | 7     |
| Werder Bremen (cedido) | Alemania | 2023      | 15       | 1     |
| S. C. Friburgo         | Alemania | 2023-     | 25       | 2     |

## Palmarés

### Campeonatos nacionales
| Título                | Club              | País     | Año  |
| --------------------- | ----------------- | -------- | ---- |
| 2. Bundesliga         | S. C. Friburgo    | Alemania | 2016 |
| Supercopa de Alemania | Borussia Dortmund | Alemania | 2019 |

### Campeonatos internacionales
| Título          | Club                         | País    | Año  |
| --------------- | ---------------------------- | ------- | ---- |
| Eurocopa Sub-21 | Selección sub-21 de Alemania | Polonia | 2017 |